# Установки дегідрогенізації пропану в Ульсані (Hyosung)
Установки дегідрогенізації пропану в Ульсані (Hyosung) — виробництво нафтохімічної промисловості у Південній Кореї, створене компанією Hyosung.
Традиційно пропілен високої якості отримують шляхом парового крекінгу на тих самих установках, що і етилен. Втім, у самому кінці 20 століття почали з'являтись спеціалізовані виробництва пропілену, які використовували технологію дегідрогенізації пропану. В багатьох випадках вони тяжіли до місць, де бажали оптимізувати використання власного ресурсу зрідженого нафтового газу, котрий отримували під час розробки нафтогазових родовищ (Таїланд, Малайзія, Саудівська Аравія). Проте, завдяки доступній логістиці цієї сировини, такі виробництва могли з'являтись і в інших країнах. Однією з останніх стала Південна Корея, де першу установку дегідрогенізації запустили в роботу ще у 1991-му (друга в історії світової нафтохімії після таїландської концерну PTT). Проект реалізувала місцева компанія Hyosung на своїй виробничій площадці в Ульсані (великий промисловий центр на південно-східному узбережжі країни). Установка мала річну потужність у 200 тисяч тонн (зустрічаються також дані з показниками 165—170 тисяч тонн) та використовувала технологію компанії UOP (Honeywell).
Hyosung володіла в Ульсані двома лініями з полімеризації пропілену загальною потужністю 350 тисяч тонн на рік, що змушувало її докуповувати необхідну сировину. В той же час, на початку 2010-х років на світовому ринку з'явився великий ресурс зріджених вуглеводневих газів, які у дедалі більшій кількості продукувались у США внаслідок «сланцевої революції». Це привело Hyosung до рішення спорудити в Ульсані другу установку дегідрогенізації потужністю 300 тисяч тонн пропілену на рік. Будівництво почалось у 2013-му та завершилось введенням в експлуатацію за два роки. Тепер уже сама Hyosung отримала можливість продавати на ринку частину продукованого новим виробництвом пропілену.
Можливо відзначити, що станом на другу половину 2010-х у тому ж Ульсані запустили свої установки дегідрогенізації компанія Taekwang та південнокорейсько-саудівське підприємство SK-Advanced.